# Mariana Mortágua
Mariana Rodrigues Mortágua (Alvito, 24 de junho de 1986) é uma economista e política portuguesa do partido Bloco de Esquerda. Atualmente, desempenha as funções de Coordenadora Nacional do Bloco de Esquerda, deputada à Assembleia da República e vice-presidente do grupo parlamentar.

## Biografia
Filha de Camilo Mortágua, histórico ativista antisalazarista, revolucionário, membro fundador e operacional da LUAR, é irmã gémea da também dirigente e deputada do Bloco de Esquerda Joana Mortágua e prima afastada da socialista Maria João Rodrigues.
É licenciada e mestre em Economia, pelo ISCTE - Instituto Universitário de Lisboa, tendo terminado o doutoramento em Economia na School of Oriental and African Studies (SOAS) da Universidade de Londres. A sua dissertação de mestrado e a sua tese de doutoramento assentam em perspectivas críticas dentre da Economia Política e ambas desenvolvem aspectos diferentes da crise económica de 2008 e a estagnação económica da década seguinte, em particular em Portugal. Em 2022, conclui ainda uma pós-graduação em Gestão Fiscal Avançada, no ISEG. Mariana foi professora no ISCAL no ano lectivo 2011-2012 e, desde 2021, é professora auxiliar convidada no ISCTE.
Militante do Bloco de Esquerda desde 2007, estreou-se como deputada na Assembleia da República aos 27 anos, em 2013, por necessidade de substituição de Ana Drago no círculo eleitoral de Lisboa, onde foi eleita. A sua nomeação em setembro de 2013 para os lugares cimeiros da lista de candidatos a deputados por parte da Comissão Política do BE foi contestada por um grupo de militantes, que criticaram o "critério tecnocrata" que orientou a sua escolha, nomeadamente o facto de ter conhecimentos de economia. Perante isto, o BE confirmou que Mariana Mortágua foi considerada como o elemento que “melhor serviria os interesses do partido na Assembleia da República, em virtude dos seus conhecimentos na área da Economia”, algo que se vinha “a fazer sentir desde a saída de Francisco Louçã”.
Mortágua foi eleita deputada à Assembleia Municipal de Lisboa, pelo Bloco de Esquerda, em 2013 e foi reeleita deputada nas Eleições Legislativas de 2015, que deram ao Bloco de Esquerda a sua maior votação de sempre. Integrou a Comissão de Economia e Obras Públicas, a Comissão de Orçamento, Finanças e Administração Pública e a Comissão Eventual para Acompanhamento das Medidas do Programa de Assistência Financeira a Portugal. Foi de novo reeleita deputada em outubro de 2019 e em janeiro de 2022.

## Inquéritos parlamentares, "Geringonça" e o "Imposto Mortágua"
Mariana ganhou posteriormente particular visibilidade na política portuguesa após o seu desempenho no inquérito parlamentar a Zeinal Bava e a Ricardo Salgado, no âmbito da ruína do banco BES.
Já depois do caso do BES, a intervenção em diversas Comissões de Inquérito relativas a vários escândalos financeiros colocou-a frente a frente com figuras dos negócios e das finanças: Vítor Constâncio, Luís Filipe Vieira, Joe Berardo, entre outras. Como foi assinalado por vários comentadores, a assertividade e o conhecimento revelados pela deputada nestas comissões, granjearam-lhe uma importante “notabilidade”.
Após as eleições legislativas de 2015, o Bloco de Esquerda, o Partido Socialista, o Partido Comunista Português e o Partido Ecologista "Os Verdes" chegam a acordo em torno de uma solução de Governo que permitiu ao PS governar em minoria com base numa política de “devolução de rendimentos” acordada com os referidos parceiros – foi a chamada “Geringonça”. Nesse período, Mariana que era vice-presidente da bancada parlamentar do Bloco, foi a responsável por fiscalizar a aplicação do acordo no que diz respeito à política financeira.
Em setembro de 2016, afirmou que, "do ponto de vista prático, a primeira coisa que temos de fazer é perder a vergonha de ir buscar a quem está a acumular dinheiro" e que “não podemos ter vergonha de ter uma política social deste género." Esta declaração foi feita numa conferência organizada pelo Partido Socialista e serviu para dar a conhecer um imposto criado na altura, o Adicional ao IMI, que assim ficou conhecido como «imposto Mortágua”. Este imposto consistia numa taxa adicional ao Imposto Municipal sobre Imóveis, no valor de 0,3%, abrangendo proprietários com rendimentos anuais acima de 600 mil euros e o valor que dele resulta é alocado ao Fundo de Estabilidade Financeira da Segurança Social, para o qual contribuiu com cerca de 740 milhões de euros entre 2016 e 2023.

## O Pós "Geringonça" e a eleição como Coordenadora do Bloco de Esquerda
Terminada a legislatura assente no acordo de incidência parlamentar entre o PS e os partidos à sua esquerda, Bloco de Esquerda incluído, inicia-se uma fase primeiro de Governo minoritário do Partido Socialista e, depois, de maioria absoluta deste. Nesta fase, o Bloco de Esquerda incrementa as suas críticas ao Governo do PS, votando contra os orçamentos de Estado para 2021 e 2022 e a partir de janeiro de 2022, posiciona-se como oposição ao Governo PS. Nas eleições de janeiro de 2022, Mariana Mortágua é reeleita deputada pelo círculo de Lisboa e é uma das deputadas que dá voz à posição do Bloco de Esquerda contra o Orçamento para 2023. É então já destacada na imprensa como “uma das figuras políticas portuguesas mais relevantes”.
É neste momento, em abril de 2022, que o Ministério Público instaurou um inquérito crime a Mortágua, por ter alegadamente recebido o subsídio de exclusividade pelo seu trabalho no Parlamento ao mesmo tempo que desempenhou atividades remuneradas na comunicação social. A 30 de março de 2022, o Ministério Público solicitou à SIC e ao Jornal de Notícias os "recibos dos honorários pagos a Mariana Mortágua no período compreendido entre janeiro de 2015 e a data presente". O Global Media Group (detentor do Jornal de Notícias) indicou que os recibos emitidos pela deputada bloquista pela colaboração como colunista (que efetuou desde 2015 até abril de 2022) não configuravam remuneração de propriedade intelectual, mas prestação de serviços em atividades de consultoria, científicas, técnicas e similares. Em abril de 2023, o Tribunal Central de Instrução Criminal decidiu arquivar o processo contra Mariana Mortágua, no qual a deputada do BE era acusada de violar o regime de exclusividade por fazer comentário político na SIC.
De igual modo, um mês antes, foi arquivado o processo judicial que Mortágua tinha movido contra André Ventura, pelo facto do líder do Chega ter partilhado no Twitter um tweet de Cristina Seguí, do partido espanhol Vox, em que esta última afirmava que Mariana Mortágua havia recebido dinheiro do BES.
No dia 28 de maio de 2023, foi eleita na Convenção nacional a nova coordenadora do Bloco de Esquerda, com 83% dos votos na sua moção de estratégia global.

## Causas
Mortágua interessa-se por diversas causas humanitárias, destacando-se os direitos das mulheres e os direitos LGBT. Despertou para a causa do feminismo na sua juventude, quando fez parte da Associação Jovem para a Justiça e Paz (AJP), liderada pela feminista Teresa Cunha. É assídua a sua presença em marchas de orgulho LGBT, acompanhada da comitiva do BE. Acerca deste tema, Mariana disse em entrevista à Capazes que «nos dias de hoje as marchas viram “o sistema capitalista apropriar-se das questões LGBT e hoje as gay parades já não são marchas políticas, são marchas publicitárias”, ao contrário do início quando eram uma "causa contra o capitalismo".»

## Vida pessoal
Em abril de 2023, assumiu, na SIC Notícias, a sua homossexualidade, a propósito de algo a que se referiu como constituindo "perseguição política" à sua pessoa, nomeadamente por via dos processos movidos contra si por Marco Galinha e "um destacado membro do Chega", afirmando que essa mesma perseguição acontecia por ser "mulher, de esquerda, lésbica, filha de um resistente antifascista (...) e, aparentemente por [ter] o dom de incomodar algumas pessoas com muito poder".
Casou-se civilmente com a autarca do Bloco de Esquerda, Joana Mourisca, no dia 12 de junho de 2024, na Conservatória de Lisboa.

## Resultados eleitorais

### Eleições legislativas
| Data | Partido     | Partido | Circulo eleitoral | Posição      | Cl.     | Votos          | %             | +/-    | Status                                       | Notas                                |
| ---- | ----------- | ------- | ----------------- | ------------ | ------- | -------------- | ------------- | ------ | -------------------------------------------- | ------------------------------------ |
| 2011 |             | BE      | Lisboa            | 14.ª (em 47) | 5.º     | 66 868         | 5,72 / 100,00 |        | Não eleita                                   | Assumiu o lugar de deputada em 2013. |
| 2015 | 1.ª (em 47) | BE      | Lisboa            | 3.º          | 125 438 | 10,89 / 100,00 | 5,17          | Eleita |                                              |                                      |
| 2019 | 1.ª (em 48) | BE      | Lisboa            | 3.º          | 106 994 | 9,71 / 100,00  | 1,18          | Eleita |                                              |                                      |
| 2022 | 1.ª (em 48) | BE      | Lisboa            | 6.º          | 55 786  | 4,72 / 100,00  | 4,99          | Eleita |                                              |                                      |
| 2024 | 1.ª (em 48) | BE      | Lisboa            | 6.º          | 65 421  | 4,96 / 100,00  | 0,24          | Eleita | Coordenadora do Bloco de Esquerda (2023-...) |                                      |
| 2025 | 1.ª (em 48) | BE      | Lisboa            | 7.º          | 29 914  | 2,35 / 100,00  | 2,61          | Eleita | Coordenadora do Bloco de Esquerda (2023-...) |                                      |

### Eleições autárquicas

#### Assembleia Municipal
| Data | Partido | Partido | Concelho | Posição     | Cl. | Votos  | %             | +/- | Status | Notas |
| ---- | ------- | ------- | -------- | ----------- | --- | ------ | ------------- | --- | ------ | ----- |
| 2013 |         | BE      | Lisboa   | 1.ª (em 51) | 4.º | 15 852 | 6,91 / 100,00 |     | Eleita |       |

## Obras publicadas[2]
- 2012 – The Portuguese debt crisis: deconstructing myths in The Political Economy of Public Debt and Austerity in the EU (com Francisco Louçã)
- 2012 – A Dividadura - Portugal na Crise do Euro
- 2012 – Isto é um assalto
- 2013 – Temos de Pagar a Dívida? (com Miguel Cardina, N. Serra e José Soeiro)
- 2013 – Não acredite em tudo o que pensa. (com Francisco Louçã)
- 2014 – A Europa à Beira do Abismo (com Tony Phillips, Roberto Lavagna, Christina Laskaridis, Anzhela Knyazeva, Diana Knyazeva e Joseph Stiglitz)
- 2015 – Privataria: Quem ganha e quem perde com as privatizações em Portugal (com Jorge Costa)
- 2021 – No Sonho Selvagem do Alquimista

## Reconhecimentos
2025 - distinguida com o Prémio As Mulheres Mais Influentes de Portugal, 2024;